# قایقرانی اسلالوم

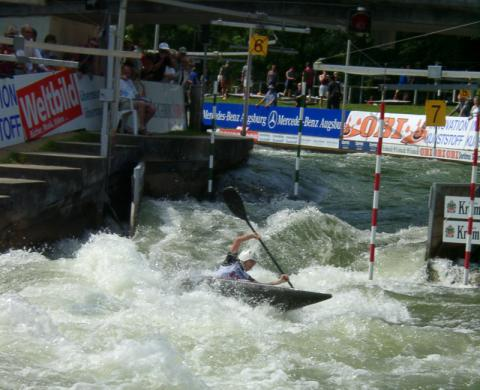
مسابقات قایقرانی در آب‌های خروشان

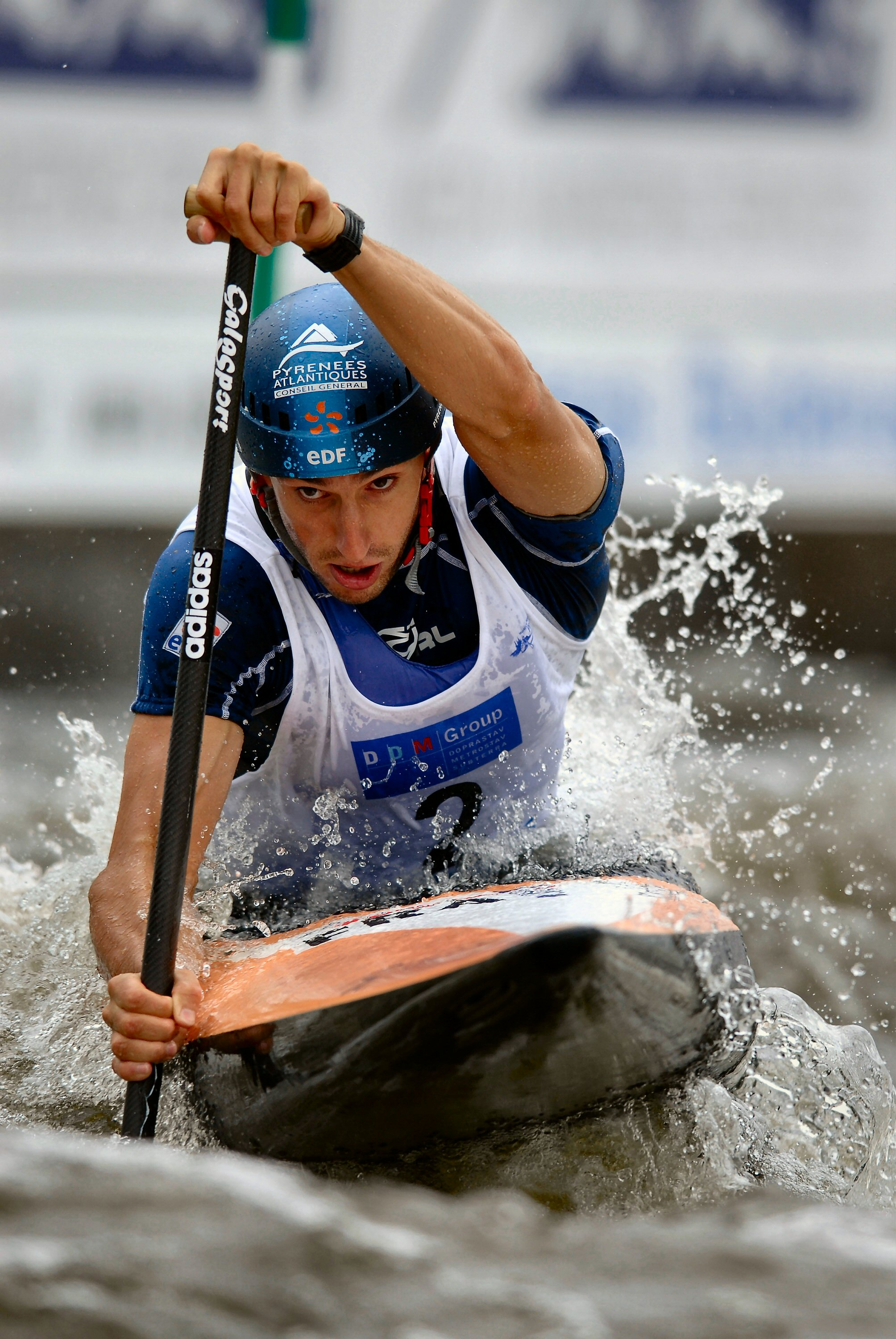
تونی استانگه

قایقرانی اسلالوم  (به انگلیسی: Whitewater slalom) یا کانو اسلالوم یا قایقرانی اسلالوم در آب‌های خروشان یک ورزش رقابتی است که با قایق‌های پارویی کانو یا کایاک در آب‌های رودخانه خروشان با سرعت بالا انجام می‌شود.
این رشته ورزشی در مسابقات المپیک برگزار می‌شود و اولین دوره مسابقات جهانی کانو اسلالوم در سال ۱۹۴۹ در کشور سوئیس شهر ژنو بود.